# Águilas CF
Águilas Club de Fútbol – hiszpański klub piłkarski, miał siedzibę w mieście Águilas.